# Curetis
Curetis is een geslacht van vlinders van de familie Lycaenidae, uit de onderfamilie Curetinae.

## Soorten
- C. acuta Moore, 1877
- C. angulata Moore, 1883
- C. arcuata Moore, 1883
- C. aurantiaca Fruhstorfer, 1900
- C. barsine (Felder, 1860)
- C. bulis Westwood, 1851
- C. celebensis (Felder, 1865)
- C. discalis Moore, 1879
- C. eos Röber, 1887
- C. felderi Distant, 1884
- C. freda Eliot, 1959
- C. gloriosa Moore, 1883
- C. insularis (Horsfield, 1829)
- C. itamus Ribbe, 1926
- C. javana Chapman, 1915
- C. jolona Fruhstorfer, 1908
- C. limbatus Rothschild, 1917
- C. lucifuga Fruhstorfer, 1909
- C. malayica (Felder, 1865)
- C. minima Distant, 1887
- C. nicobarica Swinhoe, 1890
- C. regula Evans, 1954
- C. ribbei Röber, 1886

- C. saleyerensis Chapman, 1915
- C. santana (Moore, 1857)
- C. saronis Moore, 1877
- C. schortlandica Ribbe, 1899
- C. siva Evans, 1954
- C. solita Butler, 1882
- C. stigmata (Moore, 1879)
- C. tagalica (Felder, 1862)
- C. thetis (Drury, 1773)
- C. tonkina Evans, 1954
- C. truncata Moore, 1877